# Segestes decoratus
Segestes decoratus är en insektsart som beskrevs av Ludwig Redtenbacher 1892. Segestes decoratus ingår i släktet Segestes och familjen vårtbitare. Inga underarter finns listade i Catalogue of Life.